# What a Way to Go!
What a Way to Go! es una película estadounidense de 1964 dirigida por J. Lee Thompson. Está protagonizada por Shirley MacLaine, Paul Newman, Robert Mitchum, Dean Martin, Gene Kelly, Robert Cummings y Dick Van Dyke en los papeles principales.  
Galardonada con el premio Silver Sail del Festival Internacional de Cine de Locarno 1964 : al mejor actor (Gene Kelly)

## Argumento
Comedia negra en torno a una rica viuda, Louisa Foster (Shirley McLaine) quien tras haber perdido prematuramente a sus cuatro maridos, dona una cantidad millonaria a obras de caridad. Las autoridades de Impuestos piensan que ha perdido el juicio y la envían a un psiquiatra.

## Reparto
- Shirley MacLaine ... Louisa May Foster
- Paul Newman ... Larry Flint
- Robert Mitchum ... Rod Anderson, Jr.
- Dean Martin ... Leonard 'Lennie' Crawley
- Gene Kelly ... Pinky Benson
- Robert Cummings ... Dr. Victor Stephanson
- Dick Van Dyke ... Edgar Hopper
- Margaret Dumont ... Señora Foster
- Anton Arnold ... Señor Foster
- Lou Nova ... Trentino
- Fifi D'Orsay ... Baronesa

## Candidaturas
- Shirley MacLaine fue candidata al premio BAFTA a la mejor actriz extranjera.
- Paul Newman fue candidato al premio Golden Laurel al mejor actor.
- Ted Haworth, Stuart A. Reiss, Walter M. Scott y Jack Martin Smith fueron candidatos al premio Oscar a la mejor dirección de arte.
- Edith Head y Moss Mabry fueron candidatos al premio Oscar al mejor diseño de vestuario, en color.
- Marjorie Fowler fue candidata al premio Eddie que concede la sociedad de montajistas de Estados Unidos American Cinema Editors (ACE) .

## Comentarios
Fue una película pensada para Marilyn Monroe en el papel principal. La actriz iba a codearse en un mismo film con los galanes más codiciados de la época: Paul Newman, Robert Mitchum, Dean Martin, Gene Kelly, Robert Cummings y Dick Van Dyke. En 1962 murió Marilyn; no obstante, el proyecto sobrevivió y el papel que había sido pensado para Marilyn acabó recayendo en Shirley MacLaine. 
En España, la película fue estrenada el 12 de octubre de 1964 en Madrid. Un total de 516.989 espectadores acudieron a las salas y se recaudaron 151.196,61 euros.